# Вольпельїно
Вольпельїно (італ. Volpeglino, п'єм. Volpièj) — муніципалітет в Італії, у регіоні П'ємонт,  провінція Алессандрія.
Вольпельїно розташоване на відстані близько 440 км на північний захід від Рима, 105 км на схід від Турина, 27 км на схід від Алессандрії.
Населення — 152 особи (2014).
Щорічний фестиваль відбувається 26 вересня. Покровитель — Santi Cosma e Damiano.

## Демографія
Населення за роками:

Станом на 1 січня 2023 року в муніципалітеті офіційно проживало 8 іноземців з 7 країн, серед них 1 громадянин країн Євросоюзу.

## Сусідні муніципалітети
- Берцано-ді-Тортона
- Казальночето
- Кастеллар-Гуїдобоно
- Монлеале
- Вігуццоло
- Вольпедо